# Giliastrum castellanosii
Giliastrum castellanosii är en blågullsväxtart som beskrevs av J.M.Porter. Giliastrum castellanosii ingår i släktet Giliastrum och familjen blågullsväxter. Inga underarter finns listade i Catalogue of Life.